# 李與善
李與善（1526年—1601年），字伯從，號同菴，山東濟南府長清縣人，軍籍，明朝政治人物。

## 生平
山東鄉試第三十名。嘉靖四十一年（1562年）壬戌科三甲進士。授寧津縣、洪洞县知縣，歷官兵部武库司署员外郎，隆慶四年（1570年）四月升四川按察司佥事，萬曆二年（1574年）七月升贵州右参议，六年八月升山西副使。

## 家族
曾祖父李綱，總督漕運都察院左僉都御史；祖父李慣，按察司照磨；父李孝先，母趙氏。永感下。